# Canale Ob'-Enisej
Il canale Ob'-Enisej (in russo Обь-Енисейский канал?) è un collegamento fluviale tra i bacini dell'Ob' e dello Enisej, che è stato utilizzato in Russia dalla fine del XIX secolo alla metà del XX sec. Il canale, ora in disuso, collegava i fiumi Ket' (affluente dell'Ob') e Bol'šoj Kas (affluente dello Enisej) all'interno delle attuali regioni di Tomsk (Verchneketskij rajon) e Krasnojarsk (Enisejskij rajon). Era chiamato anche canale Ket'-Kas.
Il percorso andava dal fiume Ket', al tributario Ozërnaja, poi il lago Vodorazdel'noe, il torrente Kazancevskij, il Malyj Kas e infine il Bol'šoj Kas. La parte artificiale del canale nasce dal lago Vodorazdel'noe e termina nel fiume Malyj Kas per una lunghezza di 10 km.

## Storia
Il canale fu costruito in un periodo compreso tra il 1882 e il 1891. Nel 1905, il canale trasportava, tra l'altro, le rotaie per la costruzione del secondo binario della Ferrovia Transiberiana nella regione di Irkutsk. Intorno al 1911 furono presi in considerazione dei progetti per migliorarlo, ma furono abbandonati a causa dello scoppio della prima guerra mondiale. Il canale fu gravemente danneggiato durante la Guerra Civile e chiuso alla navigazione nel 1921.
L'area dove passa il canale è una taiga remota e disabitata, paludosa e rocciosa, priva di qualsiasi comodità per l'insediamento. Ora il canale è abbandonato, la popolazione locale è composta da Vecchi credenti-Bespopovcy che si trasferirono in questi luoghi negli anni Trenta, sfuggendo alle persecuzioni del potere sovietico. Di tanto in tanto il canale viene utilizzato per il turismo acquatico.